# 四ツ谷駅

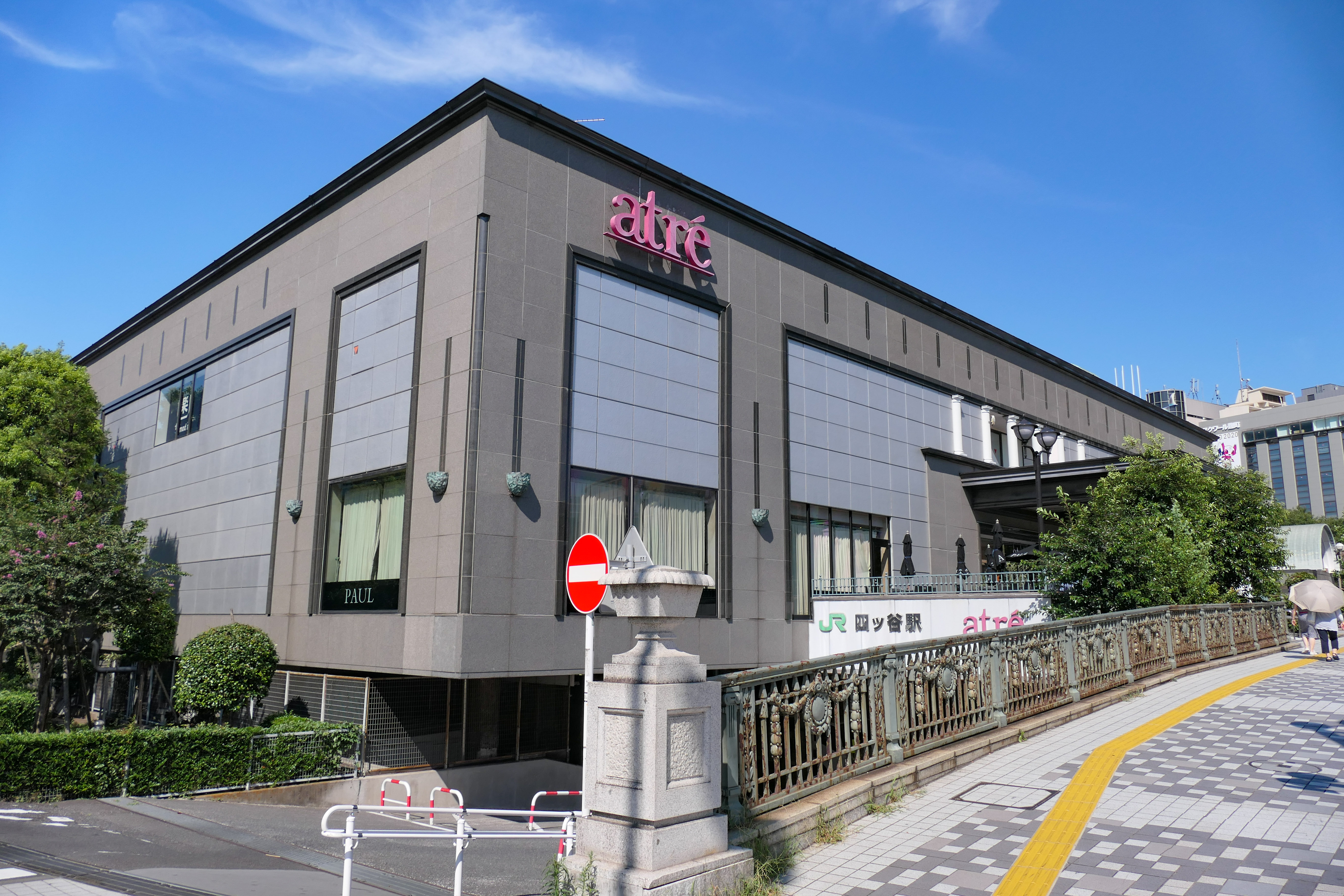
四ツ谷口（2021年8月）

四ツ谷駅（よつやえき）は、東京都新宿区四谷一丁目にある、東日本旅客鉄道（JR東日本）、東京地下鉄（東京メトロ）の駅。駅敷地内に区境があり、JR東日本の大部分および東京メトロ丸ノ内線の一部は千代田区麹町六丁目に所在する。
丸ノ内線の隣駅は「四谷三丁目」、町名は「四谷」、駅前のバス停留所は「四谷駅」「四谷駅前」で、「ツ」が入らない。

## 乗り入れ路線
JR東日本と東京メトロの2社が乗り入れ、接続駅となっている。
JR東日本
JR東日本の駅に乗り入れる路線は、線路名称上は中央本線だが、一般列車の運転系統としては、急行線を走る中央線快速電車および緩行線を走る中央・総武線各駅停車の2系統が停車する。特定都区市内制度における「東京都区内」および「東京山手線内」に属し、各路線ごとに駅番号が付与されている。
-  中央線（快速）：急行線を走行する中央本線の近距離電車。八王子駅・高尾駅方面の列車と、立川駅から青梅線へ直通する列車も運行 - 駅番号「JC 04」
-  中央・総武線（各駅停車）：緩行線を走行する中央本線の近距離電車 - 駅番号「JB 14」

東京メトロ
東京メトロは丸ノ内線と南北線の2路線が乗り入れ、各路線ごとに駅番号が付与されている。
-  丸ノ内線 - 駅番号「M 12」
-  南北線 - 駅番号「N 08」

南北線の列車は、相鉄本線・相鉄いずみ野線、相鉄新横浜線、東急新横浜線、東急目黒線、埼玉高速鉄道埼玉スタジアム線との4社6線直通運転を行っている。

## 歴史
- 1894年（明治27年）10月9日：新宿駅 - 牛込駅間開通と同時に甲武鉄道の駅として開業する[1]。旅客営業のみ[1]。
- 1906年（明治39年）10月1日：甲武鉄道の国有化により、官設鉄道の駅となる[2]。
- 1909年（明治42年）10月12日：線路名称制定により中央東線（1911年から中央本線）の所属となる[2]。
- 1947年（昭和22年）7月17日：昭和天皇の行幸に伴い、お召し列車（電車）が発着する[3]。
- 1949年（昭和24年）6月1日：日本国有鉄道が発足する[4]。
- 1959年（昭和34年）3月15日：帝都高速度交通営団（営団地下鉄）丸ノ内線の駅が開業する。
- 1984年（昭和59年）2月1日：荷物扱いを廃止する[1]。
- 1987年（昭和62年）4月1日：国鉄分割民営化に伴い、中央本線の駅は東日本旅客鉄道（JR東日本）の駅となる[1][5]。
- 1990年（平成2年）
  - 9月28日：駅ビル「アトレ四谷」が開業[報道 1]。
  - 11月10日：赤坂口に自動改札機を導入する[6]。
  - 12月8日：四ツ谷口・麹町口に自動改札機を導入する[6]。
- 1996年（平成8年）3月26日：営団地下鉄南北線の当駅 - 駒込駅間が開通する[新聞 1]。
- 1997年（平成9年）9月30日：営団地下鉄南北線の当駅 - 溜池山王駅間が開通[報道 2]して途中駅となる。
- 1999年（平成11年）5月3日：女性駅職員が営団で初めて深夜勤務を開始する。池袋駅・後楽園駅と同時[報道 3]。
- 2001年（平成13年）11月18日：JR東日本でICカード「Suica」の利用が可能となる[報道 4]。
- 2004年（平成16年）4月1日：帝都高速度交通営団（営団地下鉄）民営化に伴い、丸ノ内線・南北線の駅は東京地下鉄（東京メトロ）に継承される[報道 5]。
- 2007年（平成19年）
  - 3月18日：東京メトロでICカード「PASMO」の利用が可能となる[報道 6]。
  - 5月18日：丸ノ内線でホームドアが運用開始。
- 2010年（平成22年）6月23日：目白駅とともに、東京都内としては国鉄とJRを通して史上初の女性駅長が着任する[新聞 2]。
- 2012年（平成24年）3月中旬：駅ビル「アトレ四谷」を改装する[報道 1]。
- 2015年（平成27年）3月13日：南北線ホームの発車メロディを変更する[報道 7]。
- 2019年（平成31年）3月16日：ダイヤ改正に伴い、唯一当駅に停車した特急「かいじ121号」が通過となり、当駅停車の特急が消滅する[報道 8]。
- 2020年（令和2年）秋期：JR東日本駅ナカシェアオフィス「STATION BOOTH」を開業する[報道 9]。
- 2021年（令和3年）3月26日：丸ノ内線の駅に太陽光発電システムを導入する[報道 10]。
- 2022年（令和4年）
  - 2月28日：みどりの窓口の営業を終了する[7][8]。
  - 3月1日：話せる指定席券売機を導入する[7][8]。
- 2025年（令和7年）度：JR東日本中央・総武線各駅停車の3・4番線ホームでスリットフレームホームドアの使用開始を予定する[報道 11]。

## 駅構造
当駅付近では、JR中央線、東京メトロ丸ノ内線ともに、ほぼ南北に走っている。経由地の違いから、JR中央線では北側が東京方面、丸ノ内線では南側が東京方面となっている。

### JR東日本
急行線・緩行線それぞれに島式ホーム1面2線を有する地上駅で、橋上駅舎を配する。各ホームは御茶ノ水駅と異なり線路別で、急行線・緩行線相互の乗り換えは階段を利用する必要がある。
丸ノ内線建設時に新宿駅寄りの快速線ホーム（当時は急行線ホーム）は65 m、緩行線ホームは30 m短縮し、御茶ノ水駅側へ同じ長さを延伸することで、丸ノ内線との連絡用階段を設置した。御所側の国鉄駅舎は廃止して、営団の駅舎と共同使用とした。
ホームの信濃町寄りは曲線区間にあり、電車との隙間が広く開いている。おもに快速で運用されるE233系の車内液晶ディスプレイで、当駅到着時に注意喚起が表示される。
中央線は2020年代前半（2021年度以降の向こう5年以内）までに、快速電車に2階建てグリーン車を2両連結して12両編成で運転を開始し、ホームは12両編成対応など改築する。2024年10月12日までに12両編成対応のホーム延伸工事が完了し、10月13日から快速電車は12両編成で運転を開始した。

#### 駅舎
改札は2か所、出入口は3か所あり、出入口は、西側が四ツ谷口、東側が麹町口、南側が赤坂口となっている。ホームの中央付近に位置する改札は改札外コンコースを経て四ツ谷口と麹町口につながり、四ツ谷口には駅ビル「アトレ四谷」が立地している。南側の改札内跨線橋には立ち食い蕎麦店があり、南側の改札とつながる赤坂口は東京メトロ丸ノ内線のホームと直結している。
エスカレーターとエレベーターは、ホーム中央付近の改札内コンコースと各線ホーム間、四ツ谷口・麹町口と改札外コンコース間を結んでいる。
2011年2月にJR東日本は「エコステーション」事業に取り組むことを発表した。当駅が事業第1号となり、赤坂口駅舎屋上に太陽光パネルを配して太陽光発電するほかホーム屋根上緑化など計17メニューを導入し、環境を配慮する駅へ改良工事した。
2020年6月24日にJR東日本は、当駅が史跡「江戸城外堀跡」の範囲に建築されていることから、同年6月29日より四ツ谷・麹町口改札外コンコースに、江戸城外堀史跡に関する写真やパネルを展示する広場を開設することを発表した。
快速線の御茶ノ水駅側に出口専用改札口を新設し、2024年3月2日に供用を開始した。

#### のりば
| 番線 | 路線                     | 方向 | 行先               |
| ---- | ------------------------ | ---- | ------------------ |
| 1    | 中央線（快速）           | 上り | 御茶ノ水・東京方面 |
| 2    | 中央線（快速）           | 下り | 新宿・立川方面     |
| 3    | 中央・総武線（各駅停車） | 東行 | 飯田橋・秋葉原方面 |
| 4    | 中央・総武線（各駅停車） | 西行 | 信濃町・代々木方面 |

（出典：JR東日本:駅構内図）

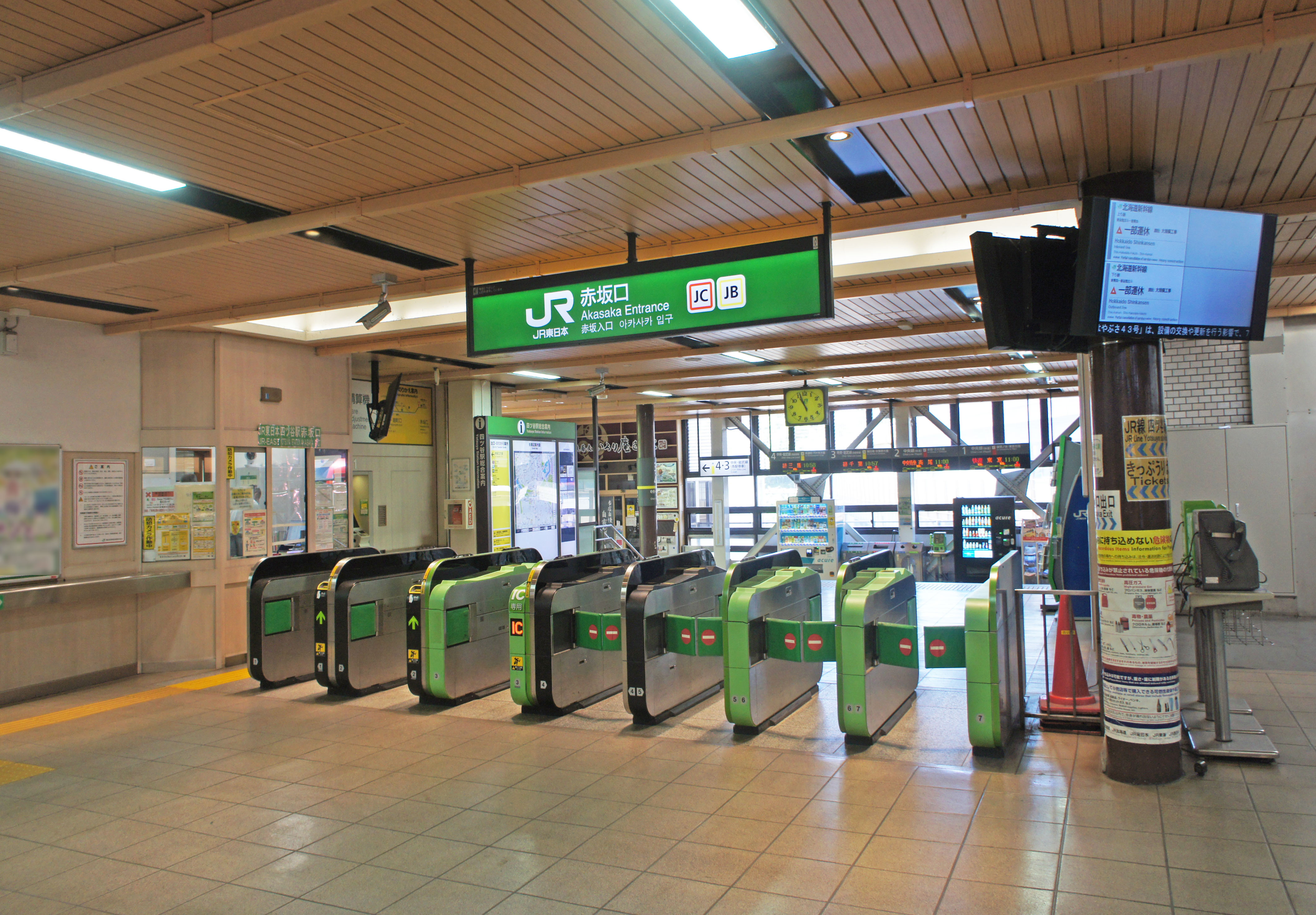
赤坂口改札（2022年6月）
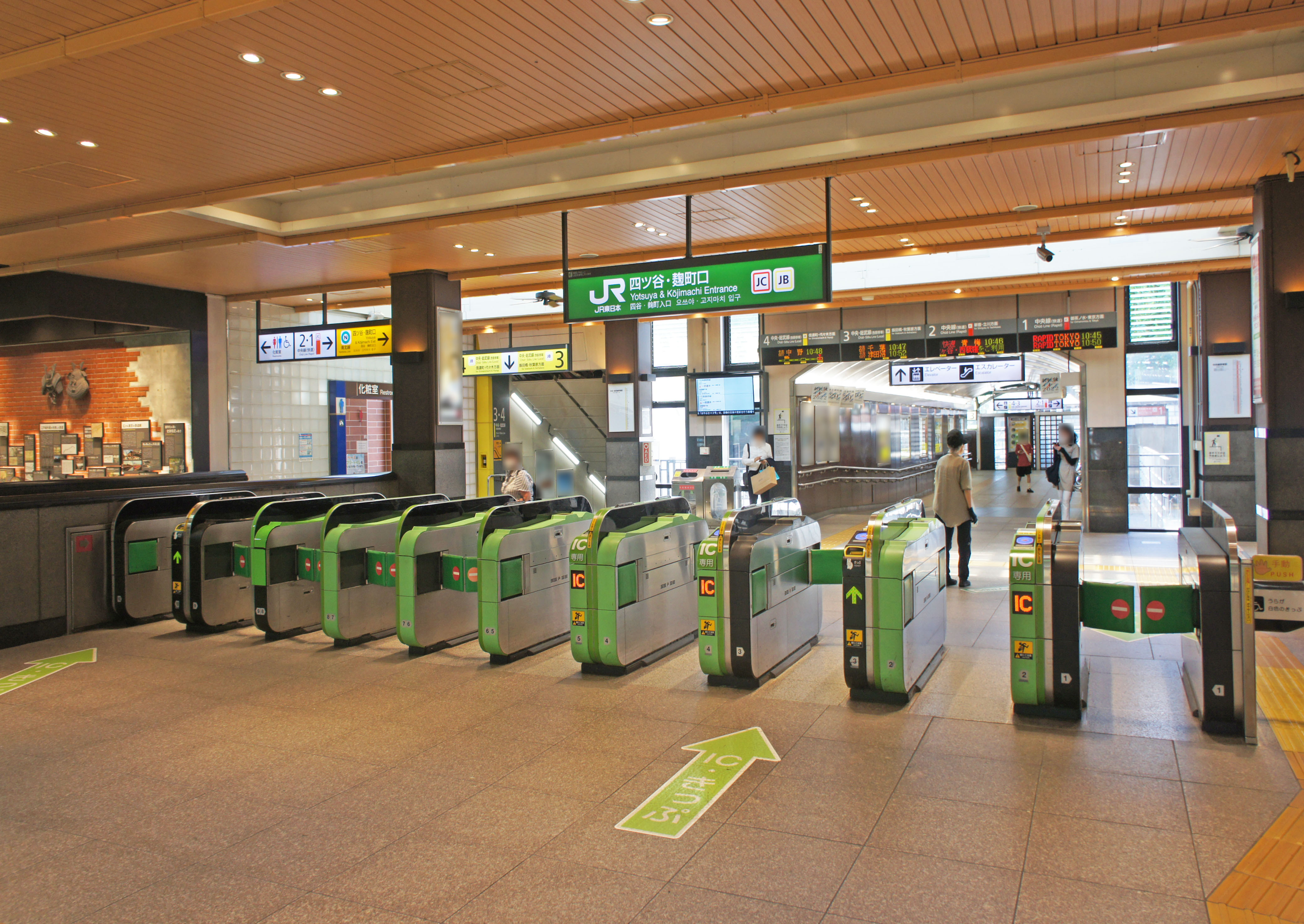
四ツ谷・麴町口改札（2022年6月）
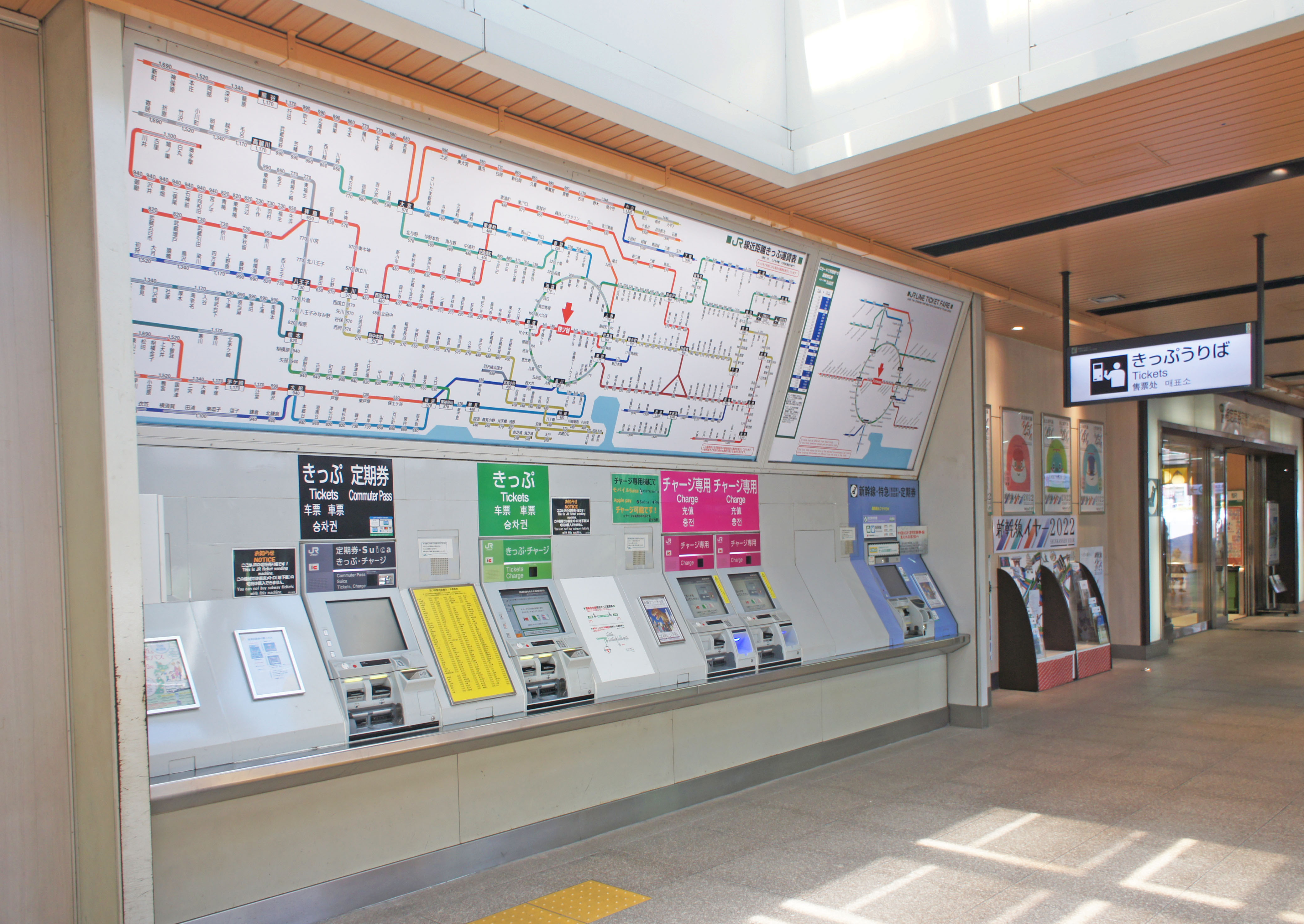
自動券売機（2022年6月）
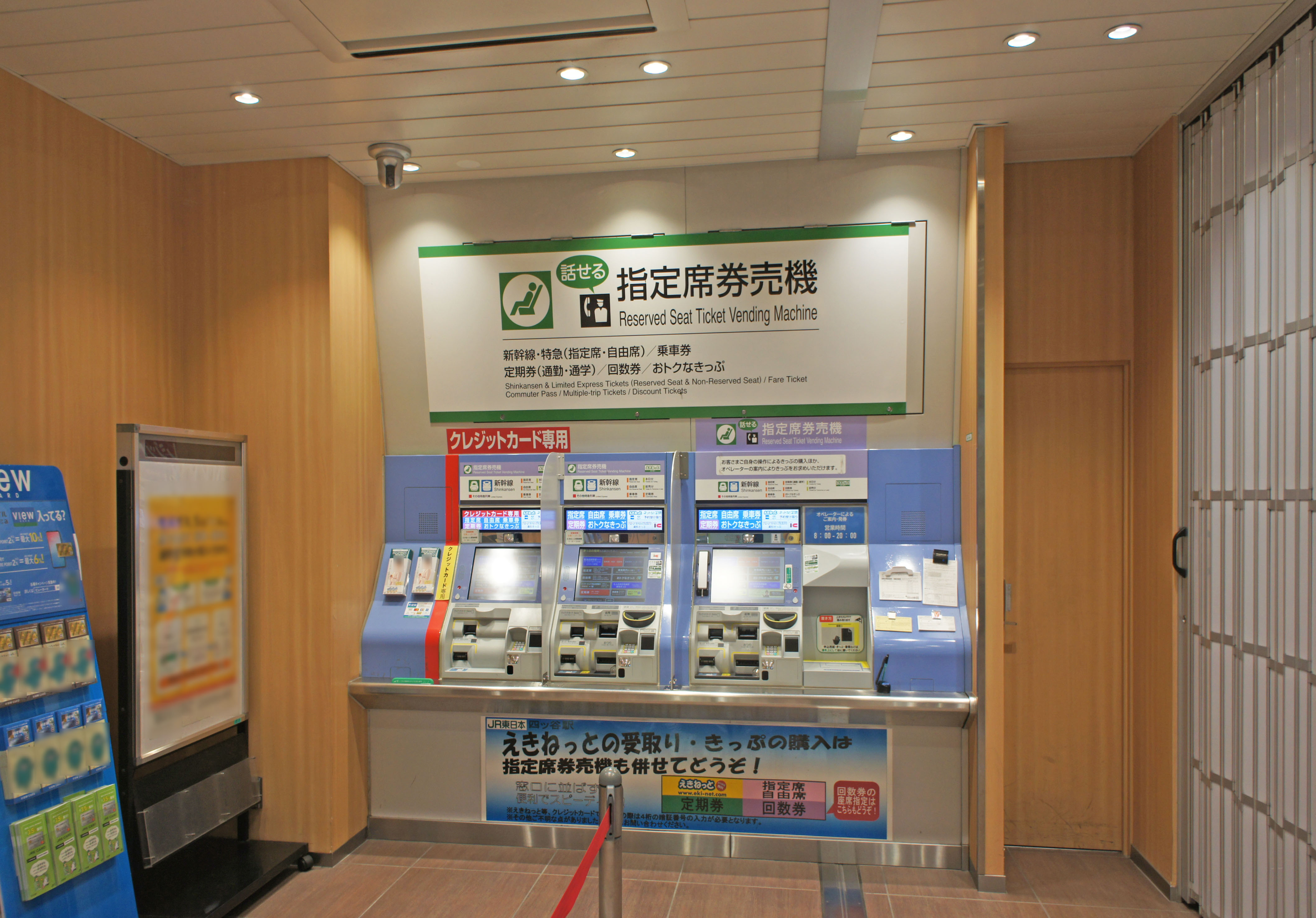
指定席券売機と話せる指定席券売機（2022年6月）
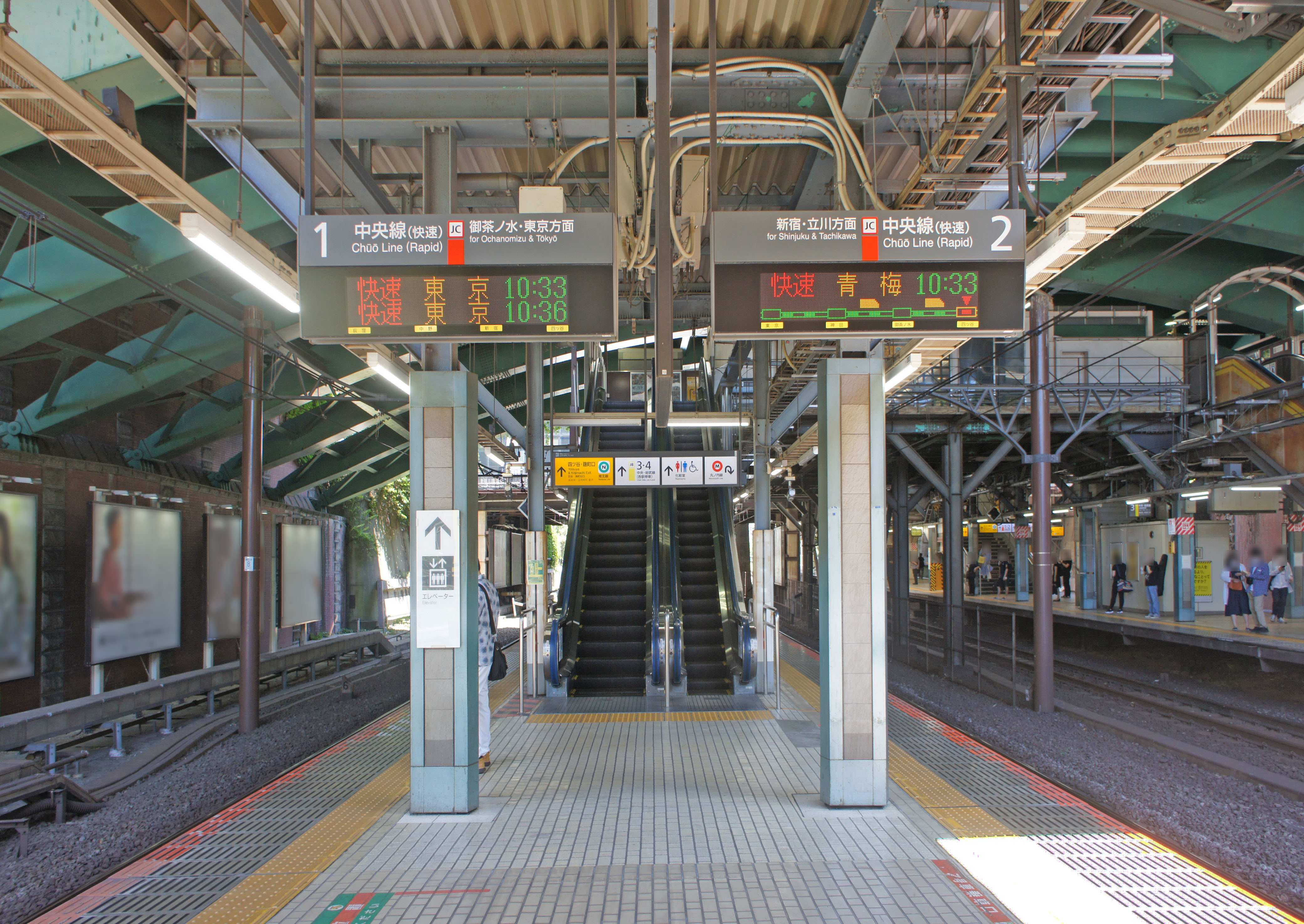
1・2番線ホーム（2022年6月）
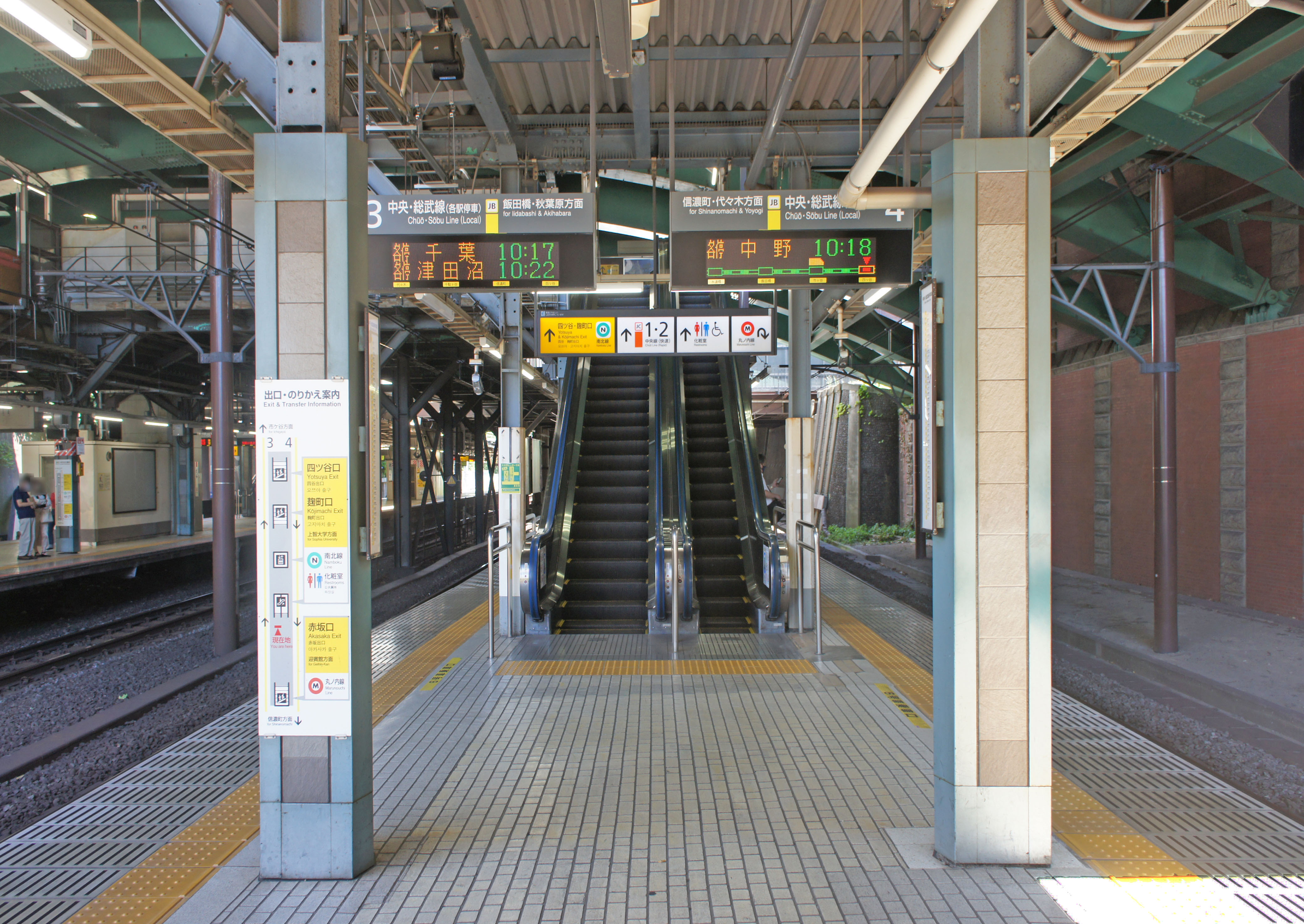
3・4番線ホーム（2022年6月）
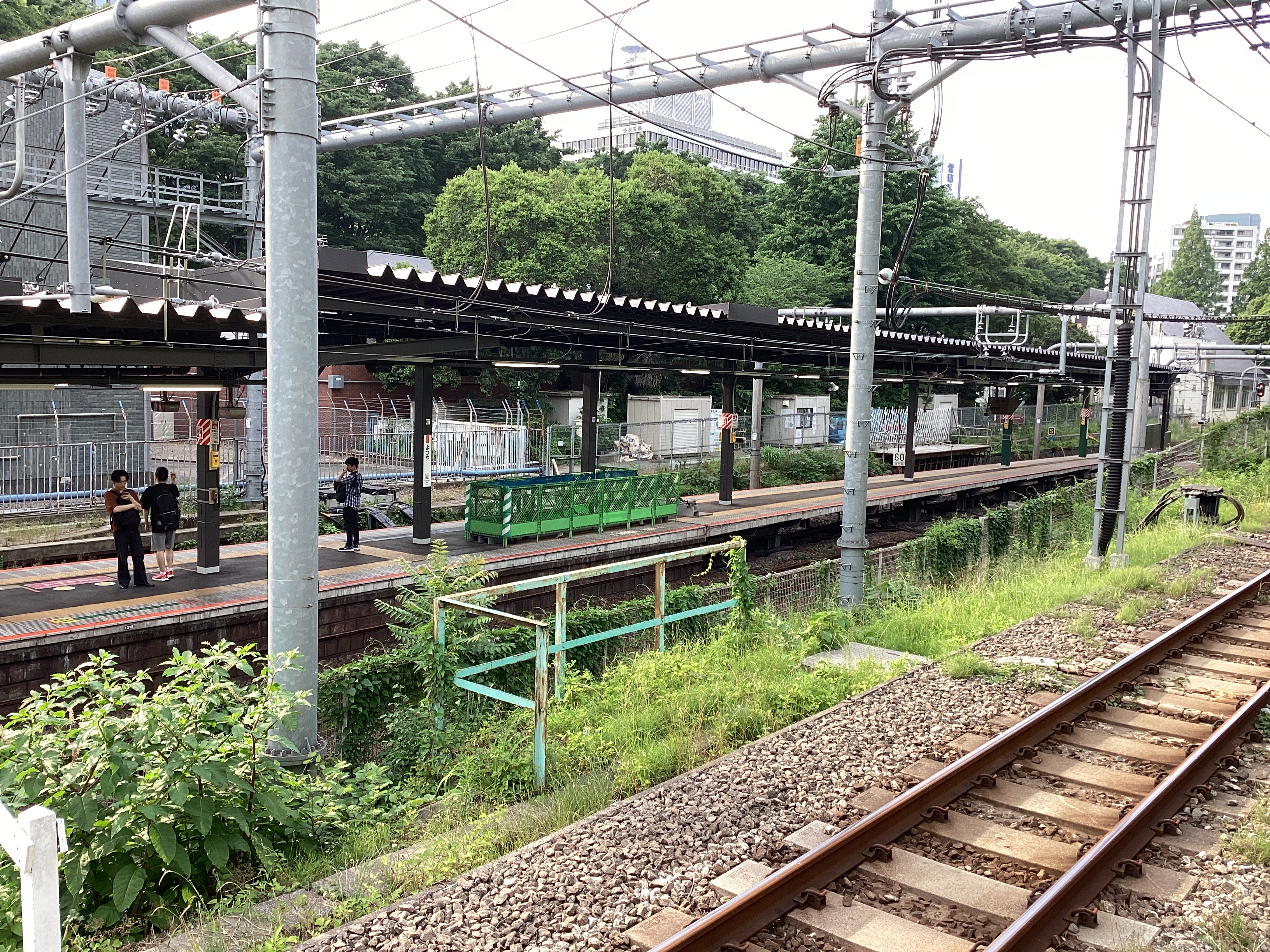
ホーム延長工事がされた1・2番線ホーム（2024年5月）

#### 発車メロディ
1・2番線は日本電音、3番線はサウンドフォーラム、4番線はサウンドファクトリー制作の発車メロディを使用している。
| 1 | JC | せせらぎ（鐘強調）     |
| 2 | JC | 春（強調トレモロ）     |
| 3 | JB | 春 New Ver.            |
| 4 | JB | SF-3（教会の見える駅） |

### 東京メトロ
丸ノ内線と南北線とは長いエスカレータおよび階段で接続されている。丸ノ内線側には、赤坂口（1番出口）とJR線へつながる改札、南北線側には、地下鉄側の四ツ谷口（3番出口）および外堀通りを挟んだ出入口（2番出口）がある。
当駅は「新宿駅務管区四ツ谷地域」として近隣の駅を管理している。

#### 丸ノ内線
相対式ホーム2面2線を有する高架駅。高架駅だが地形の関係で高台に位置する駅舎部を1階として、ホームは地下1階の扱いである。丸ノ内線の駅の中では茗荷谷駅と後楽園駅とともに地上に立地する。当駅付近の地上区間は258.0 mである。ホームは可動式ホーム柵が設置されている。JR駅が谷底に位置したことから、のちに高架で造られた丸ノ内線の駅はJR中央線ホームよりも高位にある。立体交差部分は皇居外側の埋立地である。後年の南北線建設に伴い、新宿方面の地上区間は人工地盤を設けた。
ホーム全体は半径500 mの曲線上に位置し、新宿方は半径162.716 mの曲線を含む。ホームを含めた駅全体は、新宿方面へ向かい下り7 ‰の勾配上に位置し、前後は35 ‰の急勾配区間に挟まれている。
赤坂見附駅 - 四谷見附（四ツ谷）間は、戦前の計画に基づいて太平洋戦争中に営団が建設に着手し、国鉄中央線の地下を通す計画であったが、戦局の悪化に伴い中止となっていた。戦後の計画では当駅を地上（国鉄中央線の上を跨ぐ）で通すことで、新宿方面の地下トンネルは浅い構造となり、建設費用を大幅に節約することに繋がった。
当駅は中央線の上部で工事を行うことから、設計及び工事監督は国鉄東京工事局に委託した。中央線を横断する部分は、支間18 m - 25 mの鋼橋を5径間架設した。第1径間は鋼床版桁、第2・3径間はラーメン構造桁、第4・5径間はゲルバー式鈑桁で構成している。いずれもホームを併設し、総径間は108.7 m、総重量は約700 tである。新宿方は通常の高架橋構造である。
赤坂見附寄り3両分（2番線池袋方面ホームは2両分）には屋根がない。両端のすぐ近くにトンネルがあるが、新宿側ホーム端の頭上はコンコースや駅前通路でありこの部分はトンネルではなく、その先の本来のトンネルの間に隙間がある。
1・2番線ホームと1階コンコースとの間にはそれぞれエレベーターが設置されている。

#### 南北線
島式ホーム1面2線を有する地下駅。フルスクリーンタイプのホームドアが設置されている。
地下3階がホーム、軌道階、地下2階は麹町方面改札口、駅事務室、丸ノ内線への連絡コンコースおよび空調機械室、変電所（新四ツ谷地下変電所）、地下1階は2番出口、3番出口へのコンコース、空調機械室、駅員休憩室、講習室などとなっている。

#### のりば
| 番線                      | 路線     | 行先                   |
| ------------------------- | -------- | ---------------------- |
| 丸ノ内線ホーム（地下1階） |          |                        |
| 1                         | 丸ノ内線 | 荻窪・方南町方面       |
| 2                         | 丸ノ内線 | 池袋方面               |
| 南北線ホーム（地下3階）   |          |                        |
| 3                         | 南北線   | 赤羽岩淵・浦和美園方面 |
| 4                         | 南北線   | 目黒方面               |

（出典：東京メトロ:構内図）

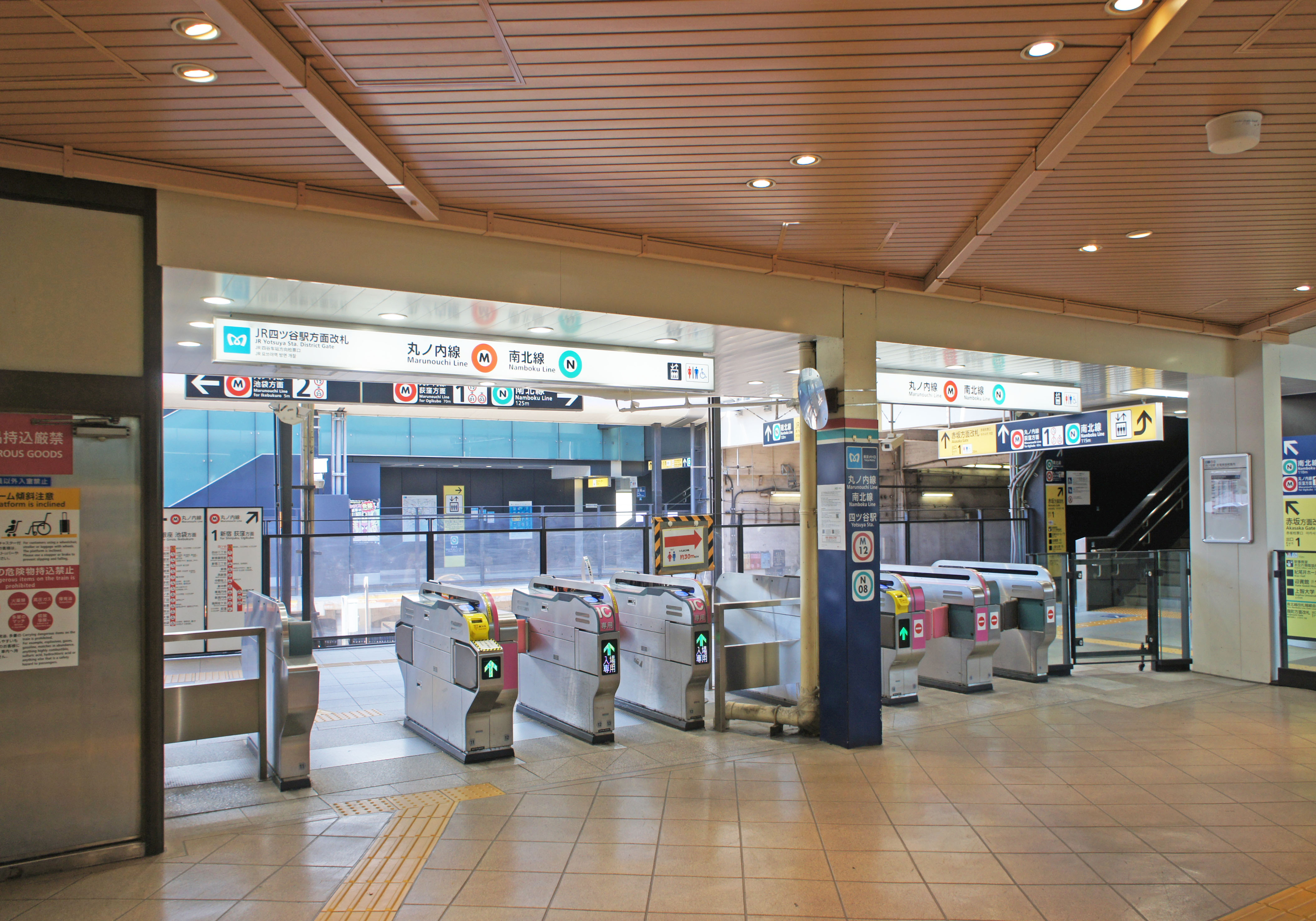
JR四ツ谷駅方面改札（2022年6月）
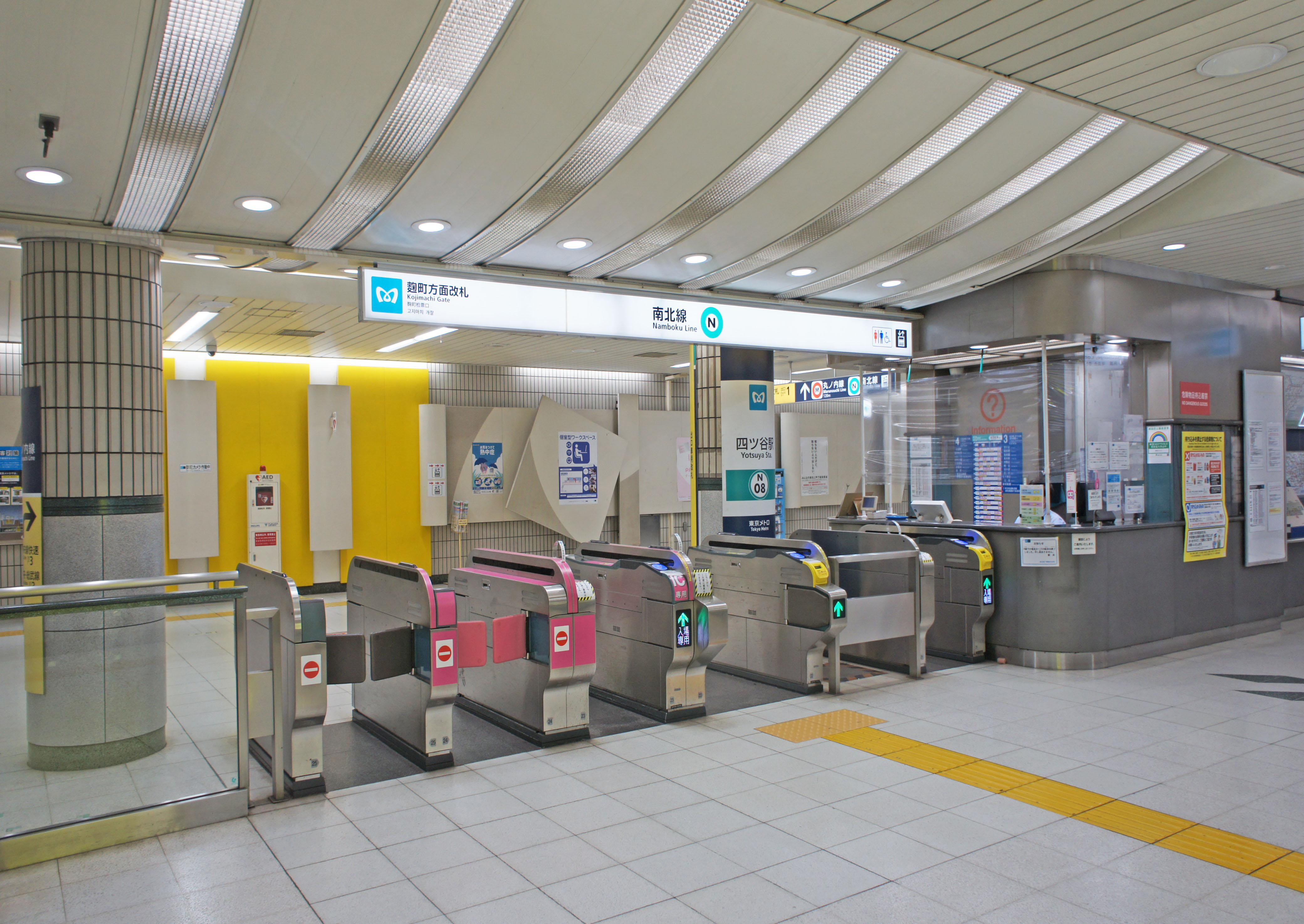
麹町方面改札（2022年6月）
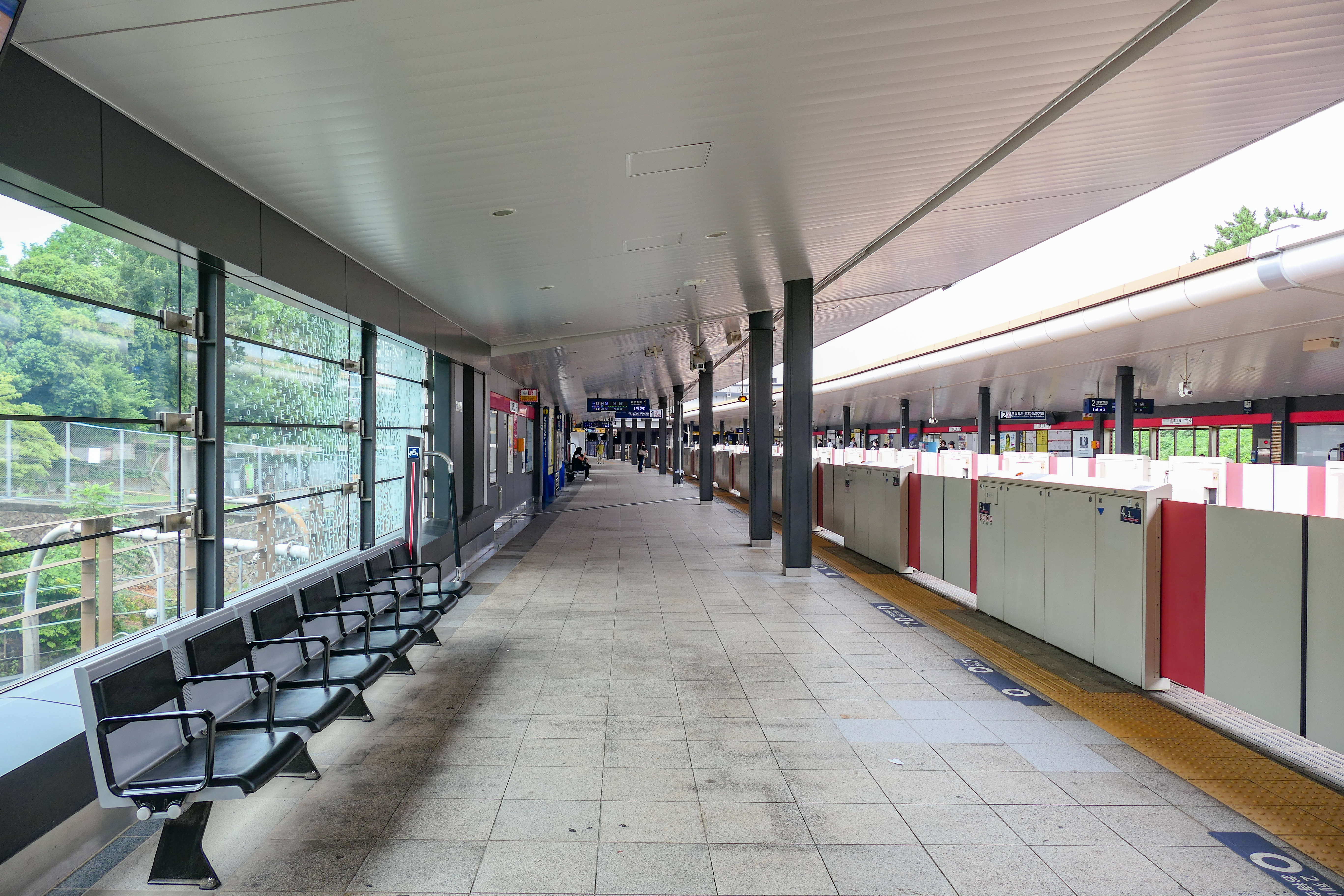
丸ノ内線1番線ホーム（2022年8月）
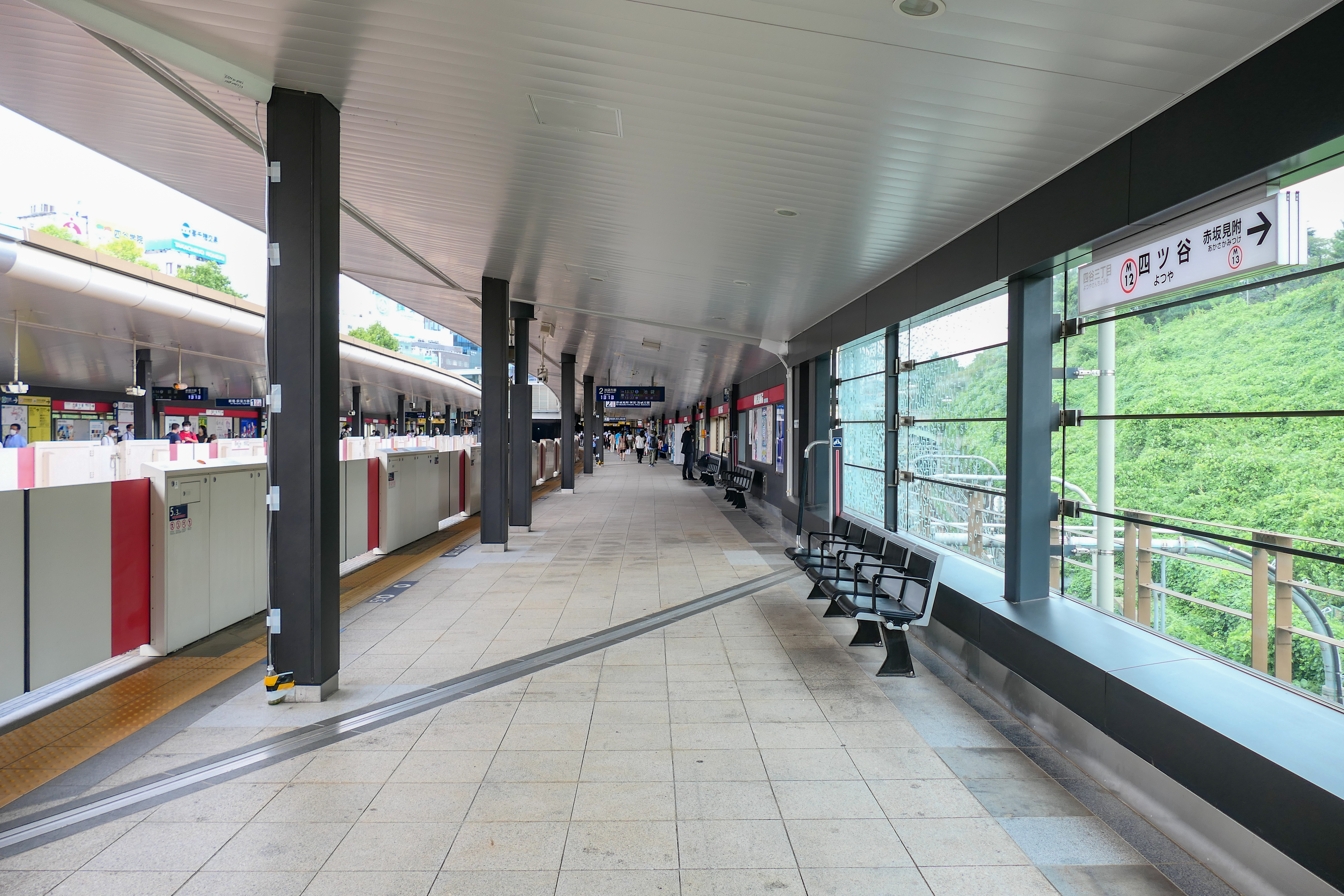
丸ノ内線2番線ホーム（2022年8月）
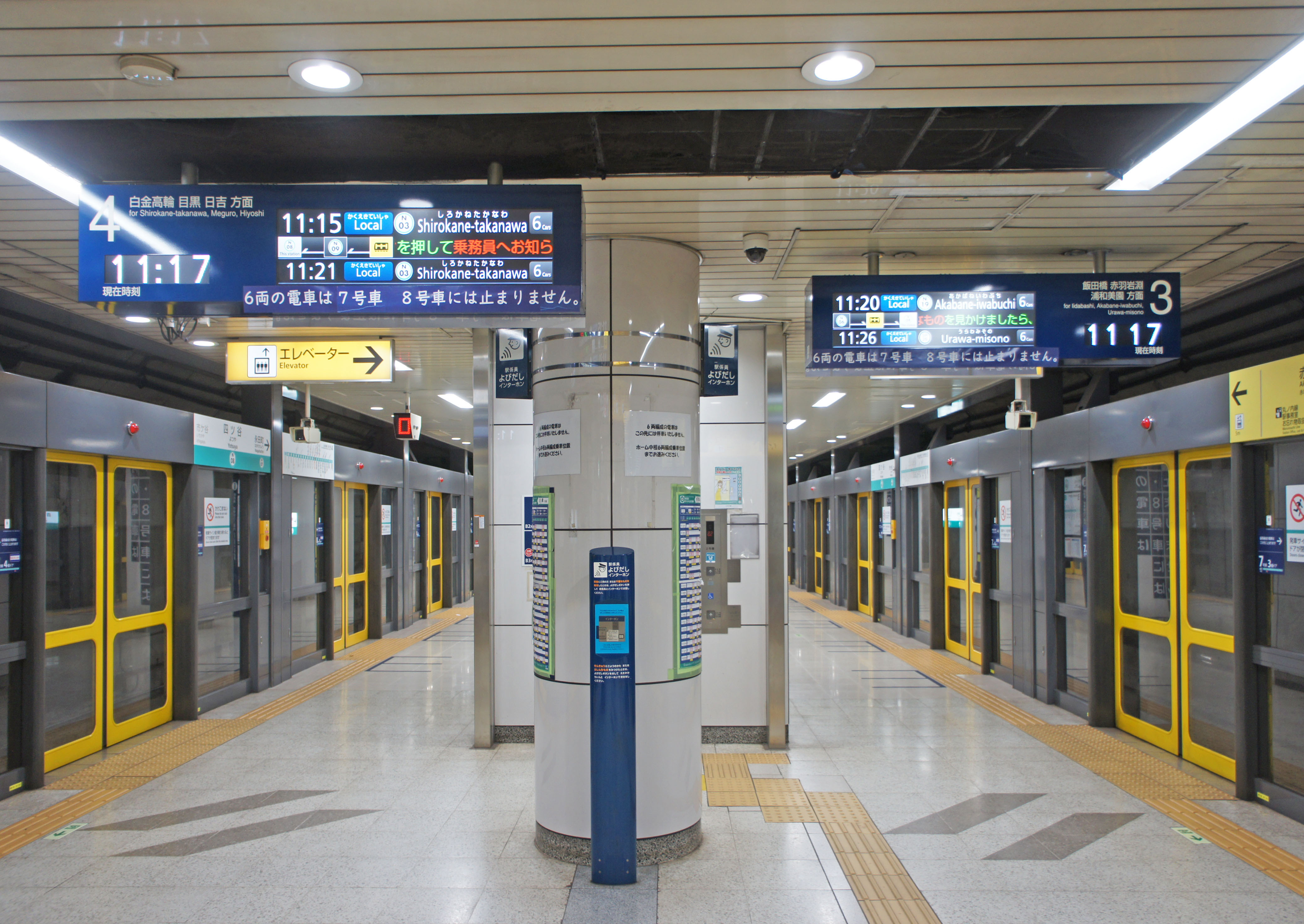
南北線3・4番線ホーム（2022年6月）

#### 発車メロディ
全ホームでスイッチ制作の発車メロディ（発車サイン音）を使用している。
南北線ホームは当初、吉村弘作曲の同線全駅共通のメロディを使用した。
| 番線 | 路線     | 曲名             | 作曲者 |
| ---- | -------- | ---------------- | ------ |
| 1    | 丸ノ内線 | 駅ウォーキング   | 串田亨 |
| 2    | 丸ノ内線 | ヒーリング電車   | 串田亨 |
| 3    | 南北線   | 午後のひととき   | 塩塚博 |
| 4    | 南北線   | ソフィアの鐘の音 | 塩塚博 |

## 利用状況
- JR東日本 - 2023年度（令和5年度）の1日平均乗車人員は85,926人である[利用客数 1]。
東日本管内の駅の中では御茶ノ水駅に次いで第45位。
- 東京メトロ - 2024年度（令和6年度）の1日平均乗降人員は117,584人である[メトロ 1]。
東京メトロ全130駅の中では国会議事堂前駅に次いで21位。この値は丸ノ内線⇔南北線間の乗換人員を含まない。
  - 丸ノ内線⇔南北線間の乗換人員を含んだ、2018年度（平成30年度）の路線別1日平均乗降人員は以下の通りである[乗降データ 1]。
    - 丸ノ内線 - 113,597人 - 同線内では池袋駅、新宿駅、東京駅、赤坂見附駅、大手町駅、新宿三丁目駅、銀座駅、霞ケ関駅に次ぐ第9位。
    - 南北線 - 84,343人 - 同線内では溜池山王駅、目黒駅、飯田橋駅、赤羽岩淵駅、六本木一丁目駅に次ぐ第6位。

### 年度別1日平均乗降人員
2006年度（平成18年度）以降の1日平均乗降人員推移は下表の通り。
| 年度               | 東京メトロ       | 東京メトロ |
| 年度               | 1日平均 乗降人員 | 増加率     |
| ------------------ | ---------------- | ---------- |
| 2006年（平成18年） | 94,977           |            |
| 2007年（平成19年） | 101,662          | 7.0%       |
| 2008年（平成20年） | 103,548          | 1.9%       |
| 2009年（平成21年） | 102,005          | −1.5%      |
| 2010年（平成22年） | 101,025          | −1.0%      |
| 2011年（平成23年） | 99,957           | −1.1%      |
| 2012年（平成24年） | 104,101          | 4.1%       |
| 2013年（平成25年） | 110,217          | 5.9%       |
| 2014年（平成26年） | 112,666          | 2.2%       |
| 2015年（平成27年） | 117,244          | 4.1%       |
| 2016年（平成28年） | 120,978          | 3.2%       |
| 2017年（平成29年） | 125,084          | 3.4%       |
| 2018年（平成30年） | 126,982          | 1.5%       |
| 2019年（令和元年） | 127,408          | 0.3%       |
| 2020年（令和02年） | 80,366           | −36.9%     |
| 2021年（令和03年） | 87,459           | 8.8%       |
| 2022年（令和04年） | 101,016          | 15.5%      |
| 2023年（令和05年） | 111,376          | 10.3%      |
| 2024年（令和06年） | 117,584          | 5.6%       |

### 年度別1日平均乗車人員（1890年代 - 1930年代）
1895年度（明治28年度）以降の1日平均乗車人員推移は下表の通り。
| 年度               | 甲武鉄道 / 国鉄 | 出典              |
| ------------------ | --------------- | ----------------- |
| 1895年（明治28年） | 735             | [ 東京府統計 1 ]  |
| 1896年（明治29年） | 1,572           | [ 東京府統計 2 ]  |
| 1897年（明治30年） | 1,628           | [ 東京府統計 3 ]  |
| 1898年（明治31年） | 1,621           | [ 東京府統計 4 ]  |
| 1899年（明治32年） | 1,793           | [ 東京府統計 5 ]  |
| 1900年（明治33年） | 1,964           | [ 東京府統計 6 ]  |
| 1901年（明治34年） | 2,017           | [ 東京府統計 7 ]  |
| 1902年（明治35年） | 2,117           | [ 東京府統計 8 ]  |
| 1903年（明治36年） | 2,147           | [ 東京府統計 9 ]  |
| 1904年（明治37年） | 1,969           | [ 東京府統計 10 ] |
| 1905年（明治38年） | 1,142           | [ 東京府統計 11 ] |
| 1907年（明治40年） | 1,070           | [ 東京府統計 12 ] |
| 1908年（明治41年） | 1,207           | [ 東京府統計 13 ] |
| 1909年（明治42年） | 1,466           | [ 東京府統計 14 ] |
| 1911年（明治44年） | 1,667           | [ 東京府統計 15 ] |
| 1912年（大正元年） | 1,841           | [ 東京府統計 16 ] |
| 1913年（大正02年） | 1,940           | [ 東京府統計 17 ] |
| 1914年（大正03年） | 1,840           | [ 東京府統計 18 ] |
| 1915年（大正04年） | 1,669           | [ 東京府統計 19 ] |
| 1916年（大正05年） | 2,250           | [ 東京府統計 20 ] |
| 1919年（大正08年） | 3,743           | [ 東京府統計 21 ] |
| 1920年（大正09年） | 5,148           | [ 東京府統計 22 ] |
| 1922年（大正11年） | 4,198           | [ 東京府統計 23 ] |
| 1923年（大正12年） | 8,498           | [ 東京府統計 24 ] |
| 1924年（大正13年） | 8,988           | [ 東京府統計 25 ] |
| 1925年（大正14年） | 9,320           | [ 東京府統計 26 ] |
| 1926年（昭和元年） | 9,938           | [ 東京府統計 27 ] |
| 1927年（昭和02年） | 9,963           | [ 東京府統計 28 ] |
| 1928年（昭和03年） | 10,538          | [ 東京府統計 29 ] |
| 1929年（昭和04年） | 12,268          | [ 東京府統計 30 ] |
| 1930年（昭和05年） | 12,153          | [ 東京府統計 31 ] |
| 1931年（昭和06年） | 11,467          | [ 東京府統計 32 ] |
| 1932年（昭和07年） | 11,546          | [ 東京府統計 33 ] |
| 1933年（昭和08年） | 12,064          | [ 東京府統計 34 ] |
| 1934年（昭和09年） | 13,316          | [ 東京府統計 35 ] |
| 1935年（昭和10年） | 14,299          | [ 東京府統計 36 ] |

### 年度別1日平均乗車人員（1953年 - 2000年）
| 年度               | 国鉄 / JR東日本 | 営団     | 営団   | 出典              |
| 年度               | 国鉄 / JR東日本 | 丸ノ内線 | 南北線 | 出典              |
| ------------------ | --------------- | -------- | ------ | ----------------- |
| 1953年（昭和28年） | 25,789          | 未開業   | 未開業 | [ 東京都統計 1 ]  |
| 1954年（昭和29年） | 28,436          | 未開業   | 未開業 | [ 東京都統計 2 ]  |
| 1955年（昭和30年） | 31,067          | 未開業   | 未開業 | [ 東京都統計 3 ]  |
| 1956年（昭和31年） | 33,227          | 未開業   | 未開業 | [ 東京都統計 4 ]  |
| 1957年（昭和32年） | 36,378          | 未開業   | 未開業 | [ 東京都統計 5 ]  |
| 1958年（昭和33年） | 39,111          | 7,560    | 未開業 | [ 東京都統計 6 ]  |
| 1959年（昭和34年） | 40,861          | 11,360   | 未開業 | [ 東京都統計 7 ]  |
| 1960年（昭和35年） | 48,111          | 12,567   | 未開業 | [ 東京都統計 8 ]  |
| 1961年（昭和36年） | 51,898          | 17,485   | 未開業 | [ 東京都統計 9 ]  |
| 1962年（昭和37年） | 58,142          | 22,562   | 未開業 | [ 東京都統計 10 ] |
| 1963年（昭和38年） | 66,419          | 26,777   | 未開業 | [ 東京都統計 11 ] |
| 1964年（昭和39年） | 73,805          | 31,563   | 未開業 | [ 東京都統計 12 ] |
| 1965年（昭和40年） | 77,939          | 33,970   | 未開業 | [ 東京都統計 13 ] |
| 1966年（昭和41年） | 84,229          | 33,930   | 未開業 | [ 東京都統計 14 ] |
| 1967年（昭和42年） | 86,560          | 35,197   | 未開業 | [ 東京都統計 15 ] |
| 1968年（昭和43年） | 90,963          | 36,438   | 未開業 | [ 東京都統計 16 ] |
| 1969年（昭和44年） | 88,172          | 37,748   | 未開業 | [ 東京都統計 17 ] |
| 1970年（昭和45年） | 91,948          | 40,548   | 未開業 | [ 東京都統計 18 ] |
| 1971年（昭和46年） | 97,104          | 41,230   | 未開業 | [ 東京都統計 19 ] |
| 1972年（昭和47年） | 100,696         | 42,822   | 未開業 | [ 東京都統計 20 ] |
| 1973年（昭和48年） | 102,945         | 42,710   | 未開業 | [ 東京都統計 21 ] |
| 1974年（昭和49年） | 105,036         | 41,718   | 未開業 | [ 東京都統計 22 ] |
| 1975年（昭和50年） | 97,005          | 40,413   | 未開業 | [ 東京都統計 23 ] |
| 1976年（昭和51年） | 97,164          | 39,775   | 未開業 | [ 東京都統計 24 ] |
| 1977年（昭和52年） | 96,373          | 40,616   | 未開業 | [ 東京都統計 25 ] |
| 1978年（昭和53年） | 97,101          | 40,016   | 未開業 | [ 東京都統計 26 ] |
| 1979年（昭和54年） | 94,770          | 41,374   | 未開業 | [ 東京都統計 27 ] |
| 1980年（昭和55年） | 87,068          | 40,490   | 未開業 | [ 東京都統計 28 ] |
| 1981年（昭和56年） | 85,630          | 42,099   | 未開業 | [ 東京都統計 29 ] |
| 1982年（昭和57年） | 82,923          | 43,238   | 未開業 | [ 東京都統計 30 ] |
| 1983年（昭和58年） | 81,003          | 44,197   | 未開業 | [ 東京都統計 31 ] |
| 1984年（昭和59年） | 81,992          | 43,479   | 未開業 | [ 東京都統計 32 ] |
| 1985年（昭和60年） | 81,384          | 43,058   | 未開業 | [ 東京都統計 33 ] |
| 1986年（昭和61年） | 81,967          | 43,315   | 未開業 | [ 東京都統計 34 ] |
| 1987年（昭和62年） | 83,112          | 43,098   | 未開業 | [ 東京都統計 35 ] |
| 1988年（昭和63年） | 87,436          | 42,759   | 未開業 | [ 東京都統計 36 ] |
| 1989年（平成元年） | 89,213          | 42,400   | 未開業 | [ 東京都統計 37 ] |
| 1990年（平成02年） | 91,816          | 43,347   | 未開業 | [ 東京都統計 38 ] |
| 1991年（平成03年） | 94,232          | 43,391   | 未開業 | [ 東京都統計 39 ] |
| 1992年（平成04年） | 94,392          | 42,414   | 未開業 | [ 東京都統計 40 ] |
| 1993年（平成05年） | 91,704          | 40,890   | 未開業 | [ 東京都統計 41 ] |
| 1994年（平成06年） | 89,107          | 39,723   | 未開業 | [ 東京都統計 42 ] |
| 1995年（平成07年） | 88,090          | 38,260   | 5,500  | [ 東京都統計 43 ] |
| 1996年（平成08年） | 87,260          | 36,660   | 5,644  | [ 東京都統計 44 ] |
| 1997年（平成09年） | 86,208          | 35,781   | 6,800  | [ 東京都統計 45 ] |
| 1998年（平成10年） | 85,458          | 34,841   | 8,458  | [ 東京都統計 46 ] |
| 1999年（平成11年） | 84,707          | 33,751   | 8,492  | [ 東京都統計 47 ] |
| 2000年（平成12年） | 86,886          | 33,485   | 10,581 | [ 東京都統計 48 ] |

### 年度別1日平均乗車人員（2001年以降）
| 年度               | JR東日本 | JR東日本 | JR東日本 | 営団 / 東京メトロ | 営団 / 東京メトロ | 出典              |
| 年度               | 定期外   | 定期     | 合計     | 丸ノ内線          | 南北線            | 出典              |
| ------------------ | -------- | -------- | -------- | ----------------- | ----------------- | ----------------- |
| 2001年（平成13年） |          |          | 87,149   | 32,595            | 14,025            | [ 東京都統計 49 ] |
| 2002年（平成14年） |          |          | 87,435   | 31,493            | 14,986            | [ 東京都統計 50 ] |
| 2003年（平成15年） |          |          | 86,505   | 30,822            | 15,593            | [ 東京都統計 51 ] |
| 2004年（平成16年） |          |          | 88,023   | 30,088            | 16,732            | [ 東京都統計 52 ] |
| 2005年（平成17年） |          |          | 88,976   | 30,268            | 17,466            | [ 東京都統計 53 ] |
| 2006年（平成18年） |          |          | 90,063   | 30,786            | 18,184            | [ 東京都統計 54 ] |
| 2007年（平成19年） |          |          | 92,042   | 32,795            | 19,451            | [ 東京都統計 55 ] |
| 2008年（平成20年） | 31,169   | 60,864   | 92,034   | 33,495            | 19,811            | [ 東京都統計 56 ] |
| 2009年（平成21年） | 30,557   | 60,398   | 90,956   | 32,675            | 19,840            | [ 東京都統計 57 ] |
| 2010年（平成22年） | 29,567   | 59,727   | 89,295   | 32,332            | 19,605            | [ 東京都統計 58 ] |
| 2011年（平成23年） | 29,284   | 58,820   | 88,104   | 31,919            | 19,468            | [ 東京都統計 59 ] |
| 2012年（平成24年） | 30,043   | 60,079   | 90,122   | 33,480            | 19,966            | [ 東京都統計 60 ] |
| 2013年（平成25年） | 30,626   | 61,805   | 92,431   | 35,725            | 20,855            | [ 東京都統計 61 ] |
| 2014年（平成26年） | 30,782   | 61,506   | 92,288   | 36,380            | 21,384            | [ 東京都統計 62 ] |
| 2015年（平成27年） | 31,519   | 62,559   | 94,079   | 37,784            | 22,328            | [ 東京都統計 63 ] |
| 2016年（平成28年） | 32,170   | 63,376   | 95,546   | 39,107            | 23,069            | [ 東京都統計 64 ] |
| 2017年（平成29年） | 32,370   | 65,237   | 97,608   | 40,107            | 24,134            | [ 東京都統計 65 ] |
| 2018年（平成30年） | 32,469   | 66,161   | 98,631   | 40,326            | 24,759            | [ 東京都統計 66 ] |
| 2019年（令和元年） | 31,739   | 67,073   | 98,813   | 39,615            | 25,612            | [ 東京都統計 67 ] |
| 2020年（令和02年） | 18,387   | 46,653   | 65,040   |                   |                   |                   |
| 2021年（令和03年） | 22,695   | 48,253   | 70,948   |                   |                   |                   |
| 2022年（令和04年） | 27,490   | 52,014   | 79,504   |                   |                   |                   |
| 2023年（令和05年） | 30,418   | 55,508   | 85,926   |                   |                   |                   |

### 備考
1. ↑  1959年3月15日開業。開業日から同年3月31日までの計17日間を集計したデータ。
2. ↑  1996年3月26日開業。開業日から同年3月31日までの計6日間を集計したデータ。
3. ↑  2000年9月26日、目黒駅 - 溜池山王駅間開業。

## 駅周辺
公的施設など
- 迎賓館赤坂離宮
- 外濠公園
- 日本製鉄紀尾井ホール
- CO・MO・RE YOTSUYA
- 麹町本通郵便局
- 四谷駅前郵便局

文教施設
- 上智大学 四谷キャンパス
- 学校法人雙葉学園
  - 雙葉小学校
  - 雙葉中学校・高等学校
- 学習院初等科
- 東京中華学校
- 四谷学院 四谷教室

主な法人・団体
- 朝日生命保険本社
- 聖イグナチオ教会
- 土木学会本部
- 法テラス東京
- セブン&アイ・ホールディングス本社（セブン-イレブン・ジャパン、イトーヨーカ堂などのセブン&アイ・グループ各社の本社も置かれている）
- ハウス食品東京本社
- オリエントコーポレーション本社
- 高千穂交易本社
- 雪印メグミルク本社

主な宿泊施設
- ホテルニューオータニ
- 東急ステイ四谷・東急ステイ四谷レジデンス
- ホテル京阪 東京四谷

主な道路
- 国道20号（新宿通り・甲州街道）
- 東京都道405号外濠環状線（外堀通り）
- 東京都道414号四谷角筈線

## バス路線
最寄りのバス停留所は「四谷駅」、「四谷駅前」および「四谷一丁目」である。以下の路線が乗り入れ、都営バス、日立自動車交通、京王バスにより運行されている。
都営バスの「四谷駅」停留所は四ツ谷口付近に、「四谷駅前」停留所は麹町口近くの新宿通り上にある。風ぐるまの「四谷駅」停留所は、都営バスの「四谷駅前」停留所と同一地点にある。都営バス・京王バスの「四谷一丁目」停留所はJRの駅からやや西に離れた新宿通り上にある。
| のりば     | 運行事業者                  | 系統・行先                                                               | 備考                                       |
| 四谷駅     | 四谷駅                      | 四谷駅                                                                   | 四谷駅                                     |
| ---------- | --------------------------- | ------------------------------------------------------------------------ | ------------------------------------------ |
| 1          | 都営バス                    | 都03：晴海五丁目ターミナル・東京駅丸の内北口                             | 東京駅丸の内北口行は平日のみ運行           |
| －         | 風ぐるま （日立自動車交通） | 麹町ルート：千代田区役所                                                 | 都営バス「四谷駅前」2番のりばに併設        |
| 四谷駅前   |                             |                                                                          |                                            |
| 2          | 都営バス                    | - 都03：晴海五丁目ターミナル・東京駅丸の内北口 - 宿75：三宅坂            | 「都03」の東京駅丸の内北口行は平日のみ運行 |
| 3          | 都営バス                    | 宿75：新宿駅西口                                                         |                                            |
| 四谷一丁目 |                             |                                                                          |                                            |
| －         | 都営バス                    | 宿75：三宅坂 / 新宿駅西口                                                |                                            |
| －         | 京王バス                    | - 030：バスターミナル東京八重洲 / 永福町 - 050：バスターミナル東京八重洲 | 休日のみ運行                               |

## 隣の駅
東日本旅客鉄道（JR東日本）
 中央線（快速）
■特別快速「ホリデー快速おくたま」（土休日上りのみ）・■通勤特快（平日上りのみ）・■中央特快・■青梅特快・■通勤快速（平日下りのみ）・■快速
御茶ノ水駅 (JC 03) - 四ツ谷駅 (JC 04) - 新宿駅 (JC 05)
 中央・総武線（各駅停車）
市ケ谷駅 (JB 15) - 四ツ谷駅 (JB 14) - 信濃町駅 (JB 13)
東京地下鉄（東京メトロ）
 丸ノ内線
四谷三丁目駅 (M 11) - 四ツ谷駅 (M 12)  - 赤坂見附駅 (M 13)
 南北線
永田町駅 (N 07) - 四ツ谷駅 (N 08)  - 市ケ谷駅 (N 09)

### 記事本文

##### 報道発表資料
1. 1 2  『アトレ四谷 2012年3月中旬 RENEWAL OPEN!』（PDF）（プレスリリース）アトレ、2012年2月1日。オリジナルの2020年5月22日時点におけるアーカイブ。2020年5月22日閲覧。
2. ↑  『人にやさしい、より便利な地下鉄を目指して 平成9年9月30日（火）南北線四ツ谷・溜池山王間 銀座線溜池山王駅が開業いたします。』（プレスリリース）営団地下鉄、1997年9月1日。オリジナルの1998年6月30日時点におけるアーカイブ。2020年5月2日閲覧。
3. ↑  『より親しまれる地下鉄を目指して 『女性駅職員の深夜勤務』を5月3日から実施します。』（プレスリリース）営団地下鉄、1999年4月30日。オリジナルの2004年2月6日時点におけるアーカイブ。2020年5月2日閲覧。
4. ↑  “Suicaご利用可能エリアマップ（2001年11月18日当初）” (PDF).   東日本旅客鉄道. 2019年7月27日時点のオリジナルよりアーカイブ。2020年4月23日閲覧。
5. ↑  『「営団地下鉄」から「東京メトロ」へ』（プレスリリース）営団地下鉄、2004年1月27日。オリジナルの2006年7月8日時点におけるアーカイブ。2020年3月25日閲覧。
6. ↑  『PASMOは3月18日（日）サービスを開始します ー鉄道23事業者、バス31事業者が導入し、順次拡大してまいりますー』（PDF）（プレスリリース）PASMO協議会／パスモ、2006年12月21日。オリジナルの2020年5月1日時点におけるアーカイブ。2020年5月2日閲覧。
7. ↑  『南北線の発車メロディをリニューアル! 各駅に新しい発車メロディを導入します。』（PDF）（プレスリリース）東京地下鉄、2015年3月2日。オリジナルの2019年5月10日時点におけるアーカイブ。2020年3月25日閲覧。
8. ↑  『（多摩版）2019年3月ダイヤ改正について』（PDF）（プレスリリース）東日本旅客鉄道八王子支社、2018年12月14日、1頁。オリジナルの2019年10月14日時点におけるアーカイブ。2020年5月2日閲覧。
9. ↑  『シェアオフィス事業の拡大で働き方改革を加速します 〜「STATION WORK」の1,000カ所展開を目指すとともに、ワーケーションの推進を行います〜』（PDF）（プレスリリース）東日本旅客鉄道、2020年9月3日。オリジナルの2020年9月5日時点におけるアーカイブ。2020年12月25日閲覧。
10. ↑  『〜安心で、持続可能な社会の実現を目指して〜「丸ノ内線四ツ谷駅 太陽光発電システム稼働開始!」ホームドア・エレベーター等の駅施設の電力に活用』（PDF）（プレスリリース）東京地下鉄、2021年3月25日。オリジナルの2021年3月25日時点におけるアーカイブ。2021年3月25日閲覧。
11. ↑  『2025年度のホームドア整備計画について』（PDF）（プレスリリース）東日本旅客鉄道、2025年3月3日。2025年3月3日閲覧。
12. ↑  『中央快速線等へのグリーン車サービスの導入について』（PDF）（プレスリリース）東日本旅客鉄道、2015年2月4日。オリジナルの2019年9月24日時点におけるアーカイブ。2020年4月21日閲覧。
13. ↑  『中央線快速・青梅線でグリーン車サービスを開始します ～快適な移動空間の提供を通じ、輸送サービスの質的変革を目指します～』（PDF）（プレスリリース）東日本旅客鉄道、2024年9月10日。オリジナルの2024年9月10日時点におけるアーカイブ。2024年11月10日閲覧。
14. ↑  『エキは、エコへ。 〜「エコステ」モデル駅の工事着手について〜』（PDF）（プレスリリース）東日本旅客鉄道、2011年2月8日。オリジナルの2019年6月16日時点におけるアーカイブ。2020年4月21日閲覧。
15. ↑  『四ツ谷駅に「江戸城外堀史跡展示広場－外堀と鉄道－」を開設します』（PDF）（プレスリリース）東日本旅客鉄道東京支社、2020年6月24日。オリジナルの2020年6月24日時点におけるアーカイブ。2020年6月24日閲覧。

##### 新聞記事
1. ↑  “南北線駒込-四ツ谷 きょう延伸開業 営団後楽園駅で記念式典”. 交通新聞 (交通新聞社):  p. 3. (1996年3月26日)
2. ↑  “東京初の女性JR駅長デビュー 四ツ谷駅と目白駅”. 朝日新聞 (朝日新聞社). (2010年6月23日).  オリジナルの2010年6月26日時点におけるアーカイブ。 2020年5月2日閲覧。
3. ↑  “JR東日本、中央線のグリーン車計画を延期”. 産経新聞. (2017年3月24日).  オリジナルの2017年3月24日時点におけるアーカイブ。 2020年11月29日閲覧。

### 利用状況
JR・地下鉄の1日平均利用客数
1. ↑  各駅の乗車人員 - JR東日本

JR東日本の1999年度以降の乗車人員
1. ↑  各駅の乗車人員（1999年度） - JR東日本
2. ↑  各駅の乗車人員（2000年度） - JR東日本
3. ↑  各駅の乗車人員（2001年度） - JR東日本
4. ↑  各駅の乗車人員（2002年度） - JR東日本
5. ↑  各駅の乗車人員（2003年度） - JR東日本
6. ↑  各駅の乗車人員（2004年度） - JR東日本
7. ↑  各駅の乗車人員（2005年度） - JR東日本
8. ↑  各駅の乗車人員（2006年度） - JR東日本
9. ↑  各駅の乗車人員（2007年度） - JR東日本
10. ↑  各駅の乗車人員（2008年度） - JR東日本
11. ↑  各駅の乗車人員（2009年度） - JR東日本
12. ↑  各駅の乗車人員（2010年度） - JR東日本
13. ↑  各駅の乗車人員（2011年度） - JR東日本
14. 1 2 3  各駅の乗車人員（2012年度） - JR東日本
15. 1 2 3  各駅の乗車人員（2013年度） - JR東日本
16. 1 2 3  各駅の乗車人員（2014年度） - JR東日本
17. 1 2 3  各駅の乗車人員（2015年度） - JR東日本
18. 1 2 3  各駅の乗車人員（2016年度） - JR東日本
19. 1 2 3  各駅の乗車人員（2017年度） - JR東日本
20. 1 2 3  各駅の乗車人員（2018年度） - JR東日本
21. 1 2 3  各駅の乗車人員（2019年度） - JR東日本
22. 1 2 3  各駅の乗車人員（2020年度） - JR東日本
23. 1 2 3  各駅の乗車人員（2021年度） - JR東日本
24. 1 2 3  各駅の乗車人員（2022年度） - JR東日本
25. 1 2 3  各駅の乗車人員（2023年度） - JR東日本

東京地下鉄の1日平均利用客数
1. 1 2 3  “各駅の乗降人員ランキング”.   東京地下鉄. 2025年6月23日時点のオリジナルよりアーカイブ。2025年6月27日閲覧。
2. ↑  “各駅の乗降人員ランキング(2020年度)”.   東京地下鉄. 2023年6月27日閲覧。
3. ↑  “各駅の乗降人員ランキング(2021年度)”.   東京地下鉄. 2023年6月27日閲覧。
4. ↑  “各駅の乗降人員ランキング(2022年度)”.   東京地下鉄. 2024年6月24日閲覧。
5. ↑  “各駅の乗降人員ランキング”.   東京地下鉄. 2024年6月24日閲覧。

JR・地下鉄の統計データ
1. ↑  レポート - 関東交通広告協議会
2. 1 2  新宿区の概況 - 新宿区
3. ↑  行政基礎資料集 - 千代田区

東京府統計書
1. ↑  明治28年
2. ↑  明治29年
3. ↑  明治30年
4. ↑  明治31年
5. ↑  明治32年
6. ↑  明治33年
7. ↑  明治34年
8. ↑  明治35年
9. ↑  明治36年
10. ↑  明治37年
11. ↑  明治38年
12. ↑  明治40年
13. ↑  明治41年
14. ↑  明治42年
15. ↑  明治44年
16. ↑  大正元年
17. ↑  大正2年
18. ↑  大正3年
19. ↑  大正4年
20. ↑  大正5年
21. ↑  大正8年
22. ↑  大正10年
23. ↑  大正11年
24. ↑  大正12年
25. ↑  大正13年
26. ↑  大正14年
27. ↑  昭和元年
28. ↑  昭和2年
29. ↑  昭和3年
30. ↑  昭和4年
31. ↑  昭和5年
32. ↑  昭和6年
33. ↑  昭和7年
34. ↑  昭和8年
35. ↑  昭和9年
36. ↑  昭和10年

東京都統計年鑑
1. ↑  昭和28年 (PDF)  - 11ページ
2. ↑  昭和29年 (PDF)  - 9ページ
3. ↑  昭和30年 (PDF)  - 9ページ
4. ↑  昭和31年 (PDF)  - 9ページ
5. ↑  昭和32年 (PDF)  - 9ページ
6. ↑  昭和33年 (PDF)
7. ↑  昭和34年
8. ↑  昭和35年
9. ↑  昭和36年
10. ↑  昭和37年
11. ↑  昭和38年
12. ↑  昭和39年
13. ↑  昭和40年
14. ↑  昭和41年
15. ↑  昭和42年
16. ↑  昭和43年
17. ↑  昭和44年
18. ↑  昭和45年
19. ↑  昭和46年
20. ↑  昭和47年
21. ↑  昭和48年
22. ↑  昭和49年
23. ↑  昭和50年
24. ↑  昭和51年
25. ↑  昭和52年
26. ↑  昭和53年
27. ↑  昭和54年
28. ↑  昭和55年
29. ↑  昭和56年
30. ↑  昭和57年
31. ↑  昭和58年
32. ↑  昭和59年
33. ↑  昭和60年
34. ↑  昭和61年
35. ↑  昭和62年
36. ↑  昭和63年
37. ↑  平成元年
38. ↑  平成2年
39. ↑  平成3年
40. ↑  平成4年
41. ↑  平成5年
42. ↑  平成6年
43. ↑  平成7年
44. ↑  平成8年
45. ↑  平成9年
46. ↑  平成10年 (PDF)
47. ↑  平成11年 (PDF)
48. ↑  平成12年
49. ↑  平成13年
50. ↑  平成14年
51. ↑  平成15年
52. ↑  平成16年
53. ↑  平成17年
54. ↑  平成18年
55. ↑  平成19年
56. ↑  平成20年
57. ↑  平成21年
58. ↑  平成22年
59. ↑  平成23年
60. ↑  平成24年
61. ↑  平成25年
62. ↑  平成26年
63. ↑  平成27年
64. ↑  平成28年
65. ↑  平成29年
66. ↑  平成30年
67. ↑  平成31年・令和元年